# István Hevesi
István Hevesi (ur. 2 kwietnia 1931 w Egerze, zm. 9 lutego 2018 w Budapeszcie) – węgierski piłkarz wodny. Dwukrotny medalista olimpijski.

## Kariera sportowa
W Melbourne w 1956 był mistrzem olimpijskim, Cztery lata później w Rzymie wspólnie z kolegami zajął trzecie miejsce. Na dwóch turniejach rozegrał osiem spotkań i zdobył jedną bramkę. Był mistrzem Europy w 1954 oraz 1958.